# Nguyễn Phúc Tường Tĩnh
Nguyễn Phúc Tường Tĩnh (chữ Hán: 阮福祥靜; 5 tháng 2 năm 1828 – 24 tháng 1 năm 1875), phong hiệu Xuân Vinh Công chúa (春榮公主), là một công chúa con vua Minh Mạng nhà Nguyễn trong lịch sử Việt Nam.

## Tiểu sử
Công chúa Tường Tĩnh sinh ngày 20 tháng 12 (âm lịch) năm Đinh Hợi (năm dương lịch là 1828), là con gái thứ 28 của vua Minh Mạng, mẹ là Ngũ giai Hòa tần Nguyễn Thị Khuê. Tường Tĩnh là con đầu lòng của bà Hòa tần.
Năm Tự Đức thứ 4 (1851), công chúa Tường Tĩnh lấy chồng là Phò mã Đô úy Lương Tiến Lễ, người Quảng Điền, Thừa Thiên, cháu của Hiệp biện Đại học sĩ Lương Tiến Tường. Cả hai có với nhau một con trai và ba con gái. Năm thứ 18 (1865), phò mã Lễ mất.
Năm Tự Đức thứ 22 (1869), bà chúa Tường Tĩnh được sách phong làm Xuân Vinh Công chúa (春榮公主). Năm Tự Đức thứ 28, Giáp Tuất (năm dương lịch là 1875), ngày 17 tháng 12 (âm lịch), công chúa Xuân Vinh mất, thọ 48 tuổi, thụy là Mỹ Thục (美淑). Tẩm mộ của bà được táng tại Dương Xuân Hạ (nay thuộc địa phận phường Thủy Xuân, Huế).